# Померий
Померий в Древен Рим е пространството между старите градски стени, построени според преданието от Ромул. Мястото било свещено. В рамките на померия било забранено да се носи оръжие и да се извършват погребения.